# 부윤초등학교
부윤초등학교는 대한민국 충청북도 음성군에 있는 공립 초등학교이다.

## 학교 연혁
- 1956. 10. 01 대소국민학교 부윤분교장 설립
- 1958. 04. 07 부윤국민학교 개교
- 1961. 03. 21 제1회 졸업식(졸업생수 47명)
- 1984. 03. 01 병설유치원 1학급 편성 개원
- 1996. 03. 01 부윤국민학교를 부윤초등학교로 학교명칭 개칭
- 2006. 03. 01 충청북도교육청지정 방과후학교 시범학교 운영
- 2008. 03. 01 충청북도교육청지정 YP 시범학교 운영
- 2010. 03. 01 충청북도교육청지정 영재교육 시범학교 운영
- 2012. 03. 01 충청북도교육청지정 독서교육 시범학교 운영
- 2012. 09. 01 제19대 김채옥 교장 부임
- 2012. 12. 24 급식소 증축 및 리모델링
- 2013. 03. 01 특수 새솔반 1학급 편성
- 2013. 08. 30 보건실 리모델링, 특수교실,사택 리모델링
- 2013. 11. 25 다목적교실 해솔관 준공
- 2014. 03. 01 2014학년도 신입생 24명 입학
- 2014. 03. 01 신문활용연구학교 지정
- 2014. 09. 01 제20대 엄향용 교장 부임
- 2015. 02. 16 제55회 졸업식(졸업생수 3,609명)
- 2015. 03. 01 문화유산 창의체험학교 및 두드림 학교 운영

## 참고 자료
- 부윤초등학교 - 한국교육학술정보원 학교알리미